# Robert Samuel Hall
Robert Samuel Hall (* 10. März 1879 in Williamsburg, Covington County, Mississippi; † 10. Juni 1941 in Arlington, Virginia) war ein US-amerikanischer Politiker. Zwischen 1929 und 1933 vertrat er den sechsten Wahlbezirk des Bundesstaates Mississippi im US-Repräsentantenhaus.

## Werdegang
Robert Hall besuchte die öffentlichen Schulen in Williamsburg und Hattiesburg. Danach war er 1894 als Lehrer im Hancock County tätig. Im Jahr 1898 absolvierte er das Millsaps College in Jackson. Von 1895 bis 1900 und nochmals zwischen 1920 und 1925 war er Eigentümer und Herausgeber der Zeitung „Hattiesburg Citizen“. Nach einem Jurastudium und seiner im Jahr 1900 erfolgten Zulassung als Rechtsanwalt begann er in Hattiesburg in diesem Beruf zu arbeiten.
Hall war Mitglied der Demokratischen Partei. Von 1906 bis 1908 gehörte er dem Senat von Mississippi an. 1908 war er Delegierter zur Democratic National Convention. Zwischen 1910 und 1912 war er Staatsanwalt im Forrest County und von 1912 bis 1918 war er Bezirksstaatsanwalt im zwölften Gerichtsbezirk des Staates Mississippi. Im gleichen Bezirk wurde er dann zwischen 1918 und 1929 Richter.
1928 wurde Hall in das US-Repräsentantenhaus in Washington, D.C. gewählt, wo er am 4. März 1929 die Nachfolge von T. Webber Wilson antrat. Nach einer Wiederwahl im Jahr 1930 konnte er bis zum 3. März 1933 zwei Legislaturperioden im Kongress absolvieren, die von der Weltwirtschaftskrise jener Jahre überschattet waren. In seiner zweiten Legislaturperiode im Kongress war Hall Vorsitzender des Committee on Irrigation and Reclamation, das sich unter anderem mit Fragen der Wasserrechte und der Bewässerung befasste.
Bei den Wahlen des Jahres 1932 wurde er von seiner Partei nicht für eine weitere Legislaturperiode nominiert. Sein Mandat ging dann an William M. Colmer, der es von 1933 bis 1963 als letzter Vertreter des sechsten Wahlbezirks ausübte. Nach dem Ende seiner Tätigkeit im Kongress war Robert Hall ab 1933 bis zu seinem Tod in der Rechtsabteilung der Federal Trade Commission in Washington angestellt.